# Virgil van Dijk
Virgil van Dijk (Breda, 8 de julho de 1991) é um futebolista neerlandês que atua como zagueiro. Atualmente, joga pelo Liverpool e pela Seleção Neerlandesa.
Virgil é conhecido por sua seriedade, liderança, força, excelência em jogo aéreo e posicionamento, além do seu grande senso de cobertura. Foi eleito Melhor Jogador da UEFA na Europa pelo desempenho na temporada 2018–19, sendo o primeiro defensor na história a conquistar a honraria.
Foi eleito o melhor jogador da temporada da Premier League de 2018–19 e da final da Liga dos Campeões de 2018–19. Também já foi eleito o Melhor Jogador do time atuando por Celtic e por Southampton.

## Carreira

### Início
Em 2010, atuando pelo Willem II, Van Djik foi observado por Martin Koeman, que estava trabalhando para o Groningen na época, e acabou concluindo uma transferência gratuita para o clube no mesmo ano.

### Groningen
Van Djik fez a sua estreia profissionalmente em 1 de maio de 2011, entrando aos 72 minutos, como substituto para Petter Andersson durante uma vitória por 4-2 contra o ADO Den Haag. Em 29 de maio de 2011, e contra a mesma oposição, ele marcou seus primeiros gols profissionais, marcando duas vezes em uma vitória por 5 a 1 em uma partida de repescagem da Liga Europa da UEFA.

### Celtic

#### 2013–14
Em 21 de junho de 2013, Van Dijk assinou com o Celtic uma taxa de cerca de 2,6 milhões de libras, em um contrato de quatro anos, incluindo uma taxa de venda de 10% para Groningen. Ele estreou em 17 de agosto de 2013, substituindo Efe Ambrose nos 13 minutos finais de uma vitória pela Premier League da Escócia, por 2-0 sobre o Aberdeen, no Estádio Pittodrie. Em 9 de novembro de 2013, Van Dijk marcou seus primeiros gols no Celtic, liderando um em cada metade de uma vitória por 4 a 1 contra o Condado de Ross. Ele foi um dos três jogadores do Celtic nomeados na equipe do ano na PFA Escócia. Van Dijk foi nomeado para o prêmio de Jogador do Ano da PFA Scotlan, mas perdeu para o companheiro de equipe Kris Commons.

#### 2014–15
Sua equipe venceu novamente a liga e Van Dijk foi incluído na equipe da temporada da liga pela segunda campanha consecutiva. Ele foi novamente selecionado para o prêmio PFA Scotland Players 'Player,  mas perdeu para outro companheiro de equipe, desta vez Stefan Johansen.

### Southampton
No dia 1 de setembro de 2015, Virgil assinou um contrato de cinco anos com o clube inglês Southampton, pelo valor de 13 milhões de libras. Ele estreou no Southampton em 12 de setembro de 2015, empatando em 0 a 0 com o West Bromwich Albion no The Hawthorns. Duas semanas depois, Van Dijk marcou em sua terceira aparição na Premier League com seu primeiro gol pelo clube, após uma cobrança de bola de James Ward- Prowse em uma vitória em casa por 3 a 1 sobre o Swansea City. Em 7 de maio de 2016, Van Dijk assinou um novo contrato de seis anos o Southampton. Em 22 de janeiro de 2017, ele foi nomeado capitão da equipe de Southampton, após a saída de José Fonte. No mesmo dia, ele sofreu uma lesão no tornozelo contra o Leicester City. Isso o excluiu da final da Copa EFL de 2017, que Southampton perdeu para o Manchester United no Wembley Stadium. 

### Liverpool
Já no dia 27 de dezembro de 2017, foi anunciado que Virgil iria se transferir para o Liverpool no dia 1 de janeiro de 2018, data de abertura da janela de negociações do inverno no futebol europeu. A transferência foi estimada em 75 milhões de libras, valor recorde para um defensor. Ele recebeu a camisa de número 4 após ser integrado ao time. Seu antigo clube, o Celtic, recebeu 10% da taxa de transferência de Virgil devido a uma cláusula de alienação presente no contrato com o Southampton. O Southampton não divulgou o valor da transferência, porém, afirmou que o valor constitui recorde mundial no futebol para um defensor.
No dia 5 de janeiro de 2018, estreou marcando o gol da vitória por 2 a 1 contra o Everton, em Anfield, pela Copa da Inglaterra.

#### 2018–19

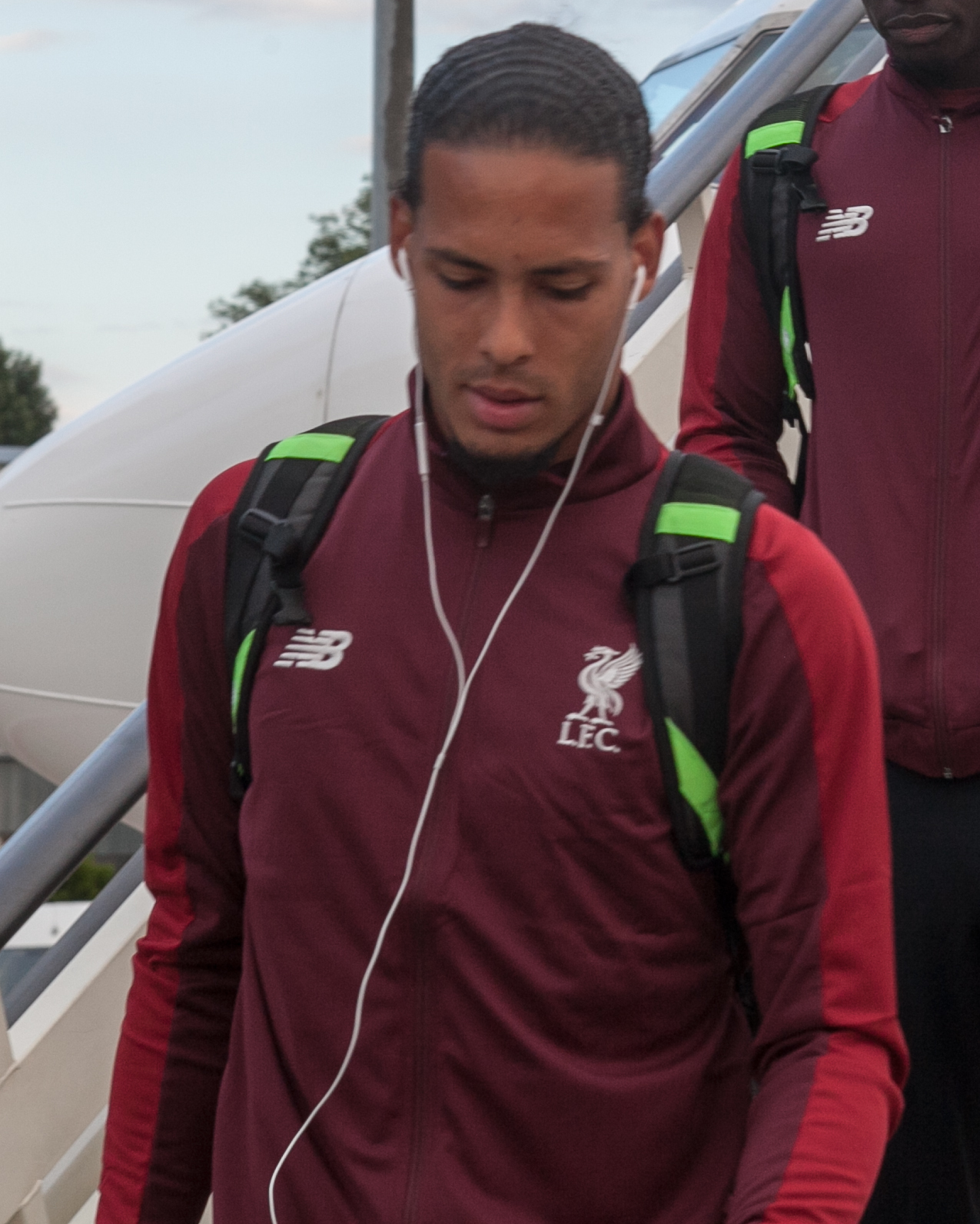
Virgil van Djik em 2018

Virgil foi um dos jogadores mais importantes do Liverpool na temporada. A defesa foi um dos destaques do time comandado por Jürgen Kloop, onde Virgil foi expoente. O Liverpool foi o time que menos tomou gols na Premier League, o que também contribuiu para a alcançarem a segunda colocação com incríveis 97 pontos. Apesar da vice colocação na Premier League, Virgil foi eleito o melhor jogador do campeonato da temporada e o Melhor Jogador do Ano pela Professional Footballers' Association (PFA).
Seu primeiro título com a camisa do Liverpool foi a Liga dos Campeões da UEFA de 2018–19, a sexta da história do clube. A final foi decidida contra o Tottenham por 2 a 0, ocasião na qual Virgil foi eleito o melhor jogador da partida pela UEFA. Também foi incluído na seleção da competição.
Ao final da temporada, uma estatística surpreendente começou a circular pelo mundo. Virgil terminou a temporada sem ser driblado, isto é, nenhum jogador conseguiu adiantar a bola e alcançá-la mais a frente em uma disputa mano-a-mano sem ser desarmado. O último jogador que conseguiu driblá-lo foi Mikel Merino (sendo desarmado por Virgil pouco depois no mesmo lance), no dia 3 de março de 2018, em uma partida contra o Newcastle ainda pela temporada 2017–18. Ao terminar a temporada 2018–19 no dia 1 de junho de 2019, totalizou 64 partidas e 424 dias (1 ano, 1 mês e 29 dias) sem tomar um drible.

#### 2019–20

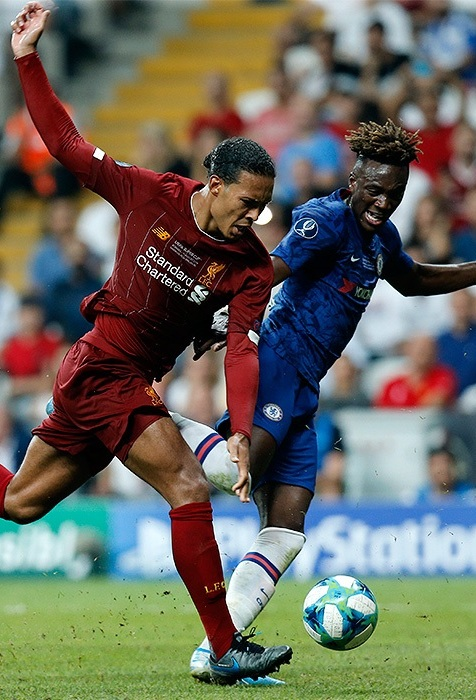
Virgil van Djik pela Supercopa da UEFA

Durante a Supercopa da Inglaterra de 2019, realizada no dia 4 de agosto de 2019 entre Manchester City e Liverpool, o brasileiro Gabriel Jesus protagonizou um lance em que conseguiu sair da marcação de Virgil, quebrando sua hegemonia de 65 partidas sem levar um drible. Porém, o drible não é contabilizado em uma partida oficial, já que em 2014 a Associação de Futebol da Inglaterra (FA) rebaixou a Supercopa a status de competição amistosa.
No dia 14 de agosto de 2019, foi titular na final da Supercopa da UEFA de 2019, contra o Chelsea. O jogo acabou empatado em 2 a 2 com o Liverpool vencendo nos pênaltis por 5 a 4.
No dia 30 de novembro, pela Premier League, teve grande atuação e marcou os dois gols que definiram a vitória do Liverpool contra o Brighton.
Em 21 de dezembro de 2019, depois de perder a semifinal da Copa do Mundo de Clubes da FIFA de 2019 por doença, Van Dijk jogou a final contra o Flamengo, com o Liverpool conquistando o troféu pela primeira vez na história do clube.
Van Dijk recebeu um reconhecimento adicional após a virada do ano, quando foi nomeado na Equipe do Ano da UEFA de 2019. Em 19 de janeiro de 2020, Van Dijk marcou seu primeiro gol no North-West Derby contra o Manchester United na vitória por 2-0 do Liverpool em Anfield, na Premier League.
Em 18 de janeiro de 2024, Virgil van Dijk foi considerado o melhor zagueiro do mundo em jogo aéreo, seguido por Min-Jae Kim e Danilo Pereira. Em estudo feito pelo Centro Internacional de Estudos sobre Esportes (CIES, na sigla original).

## Seleção Neerlandesa

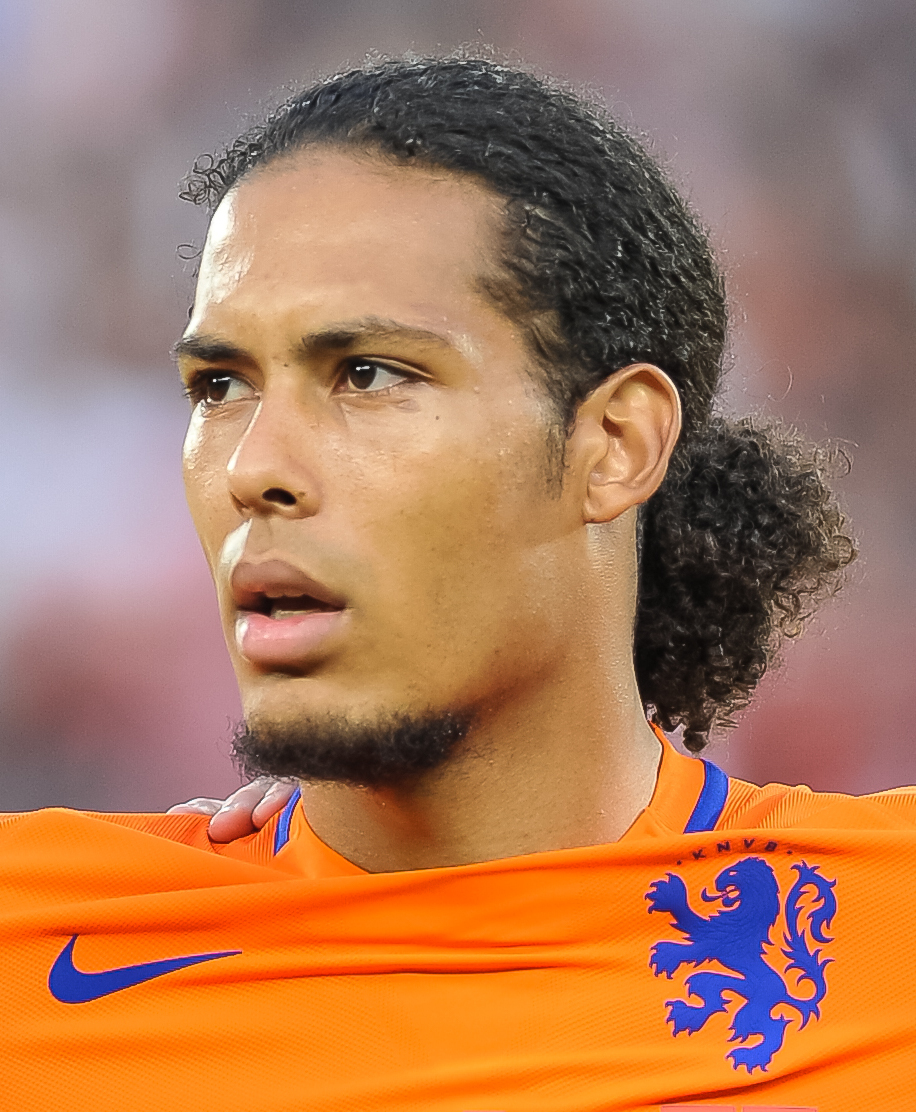
Virgil van Dijk em 2016

Virgil fez sua estreia pela Seleção Neerlandesa no dia 10 de outubro de 2015, na vitória por 2 a 1 em casa contra o Cazaquistão, em partida qualificatória para a Euro 2016.
No dia 22 de março de 2018, foi anunciado como o novo capitão da Seleção Holandesa, por Ronald Koeman e sua primeira partida como capitão foi uma derrota em casa por 1-0 contra a Inglaterra no dia seguinte. 
Em 26 de março de 2018, ele marcou seu primeiro gol pela Seleção ao concluir uma vitória por 3-0 sobre Portugal no Stade de Genève. Em 13 de outubro de 2018, ele marcou uma vitória por 3-0 sobre a Alemanha, pela Liga das Nações da UEFA de 2018–19, onde em 9 de junho de 2019, acabara sendo vice-campeão ao perder por 1 a 0 para Portugal.

## Títulos
Celtic
- Campeonato Escocês: 2013–14 e 2014–15
- Copa da Liga Escocesa: 2014–15

Liverpool
- Copa do Mundo de Clubes da FIFA: 2019
- Liga dos Campeões da UEFA: 2018–19
- Supercopa da UEFA: 2019
- Premier League: 2019–20 e 2024–25
- Copa da Inglaterra: 2021–22
- Copa da Liga Inglesa: 2021–22 e 2023–24
- Supercopa da Inglaterra: 2022

### Prêmios individuais
- Equipe do ano da PFA Escócia: 2013–14, 2014–15
- Jogador do ano do Southampton: 2015–16
- PFA Jogador do Mês: Novembro de 2018
- Jogador do mês da Premier League de 2018–19: Dezembro de 2018
- Equipe do Ano da UEFA: 2018, 2019, 2020
- Futebolista do ano da Premier League - PFA: 2018–19, 2021–22[31]
- Equipe do ano da PFA: 2018–19,
- Melhor Jogador da Premier League: 2018–19
- Seleção da Liga dos Campeões da UEFA: 2017–18, 2018–19, 2019–20
- Man of The Match: Final da Liga dos Campeões 2018–19
- Equipe do torneio da Liga das Nações da UEFA: 2018–19[32]
- Melhor Jogador da UEFA: 2018–19
- Melhor Defensor da UEFA: 2018–19
- FIFPro World XI: 2019, 2020, 2022, 2024[33]
- Indicado ao Ballon d'Or: 2019 (2° lugar), 2022 (16° lugar)
- Troféu Alan Hardaker: 2022
- Equipe Mundial do Ano da IFFHS: 2022 [34]
- EA Sports: Time do Ano do FIFA 23[35]